# Иван Льомчев
Иван Льомчев или Лиомчев е български учител и революционер, деец на Вътрешната македоно-одринска революционна организация.

## Биография
Льомчев е роден в градчето Гумендже, тогава в Османската империя, днес Гумениса, Гърция. В 1901 година завършва с шестнадесетия випуск Солунската българска мъжка гимназия и става български учител. Работи в Кавадарци, Сяр и на други места. Влиза във ВМОРО и се занимава активно с революционна дейност. В 1903 година е ръководител на Тиквешия околийски комитет заедно с Христо Попантов, Милан Попмихайлов, Александър Спирков и Лазар Мишев. През пролетта на 1903 година е арестуван и малтретиран от властите.
В 1912 година завършва физико-математика във Фрибурския университет.
Делегет е и е член на комисия на Дванадесетия конгрес на Илинденската организация от август 1942 година в Битоля. Влиза в ръководството на организацията.
Дъщеря му, Катя, в 1941 година завършва право в Софийския университет.